# Spółdzielnia Inwalidów Świt

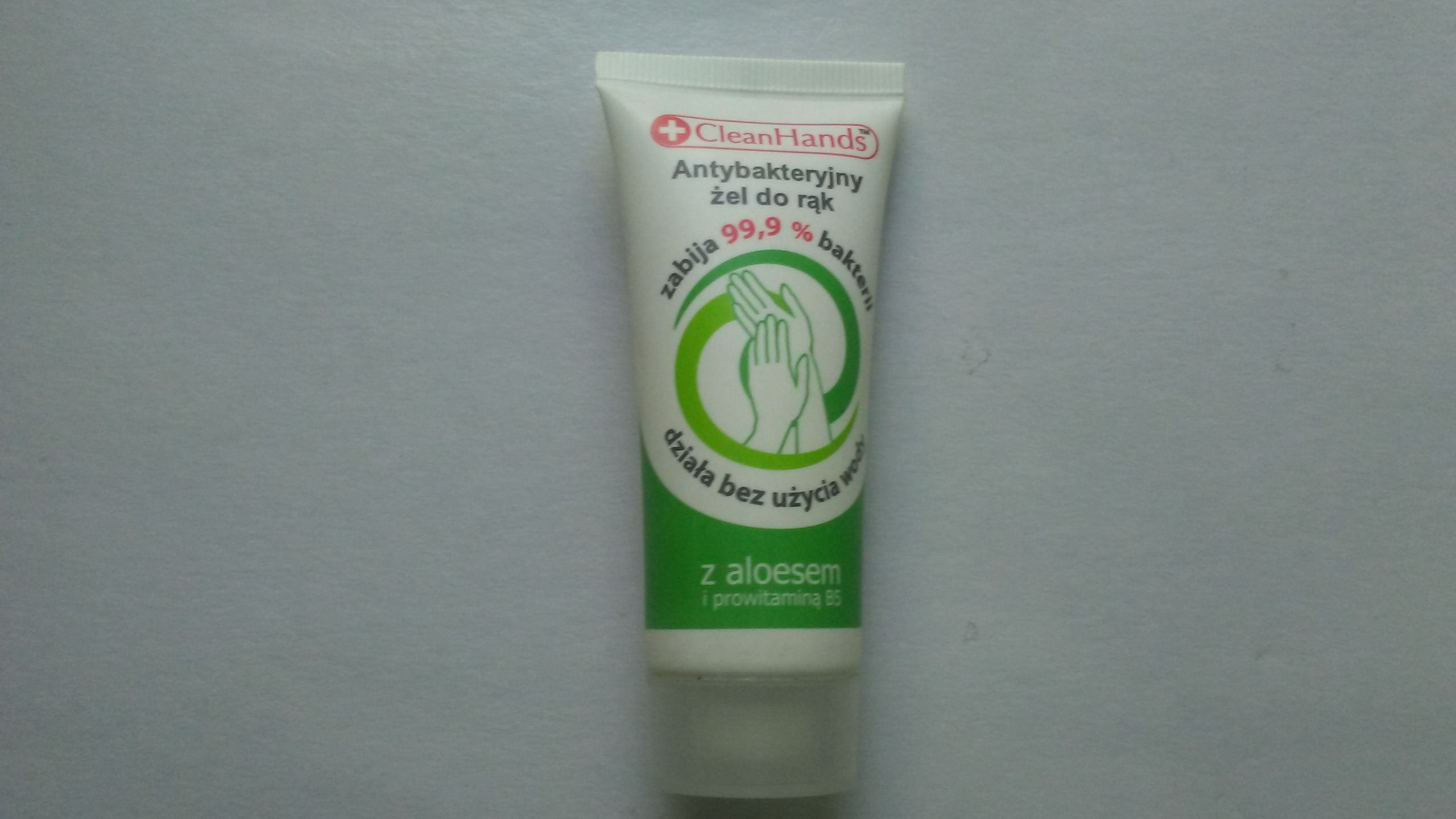
Żel do dezynfekcji rąk spółdzielni inwalidów „Świt”

Spółdzielnia Inwalidów ŚWIT – polskie przedsiębiorstwo produkcyjne z branży kosmetycznej założone w 1944 roku w Warszawie przez grupę inwalidów wojennych. Obecnie spółdzielnia jest częścią grupy kapitałowej ŚWIT. W skład grupy wchodzą również:
ŚWIT Pharma – producent i dystrybutor marek: CleanHands, Exclusive Cosmetics, Days Cosmetics, Prestige Solutions, Abra.
Gerda Plast – spółka produkująca tuby kosmetyczne i farmaceutyczne, nakrętki, zamknięcia, rozpylacze, pompki do płynnych kosmetyków, pompki i atomizery do perfum.
ŚWIT Service – spółka specjalizująca się w usługach okołoprodukcyjnych. Zakres świadczonych przez spółkę usług to:
- produkcja kosmetyków i chemii gospodarczej dla sektora private label
- konfekcjonowanie mas kosmetycznych w słoiki, butelki oraz tuby PE i laminatowe etykietowanie tub
- etykietowanie ręczne lub automatyczne różnego rodzaju produktów
- etykietowanie produktów metodą parową (etykieta typu sleeve)
- celofanowanie produktów
- pakowanie produktów w opakowania powierzone lub własne, pakiety zbiorcze, folie termokurczliwe/Sleeve, celafonowanie, multipaki, zestawy promocyjne
- druk etykiet, kodów kreskowych
- klejenie, składanie kartoników
- wklejanie próbek i ulotek do czasopism
- pakowanie artykułów spożywczych

## Historia
Spółdzielnia, początkowo pod nazwą Spółdzielni Wytwórców „Świt”, powstała w Warszawie w 1944 roku. Pierwotnie mieściła się w kolonii robotniczej przy ul. Stalowej 39/41 na warszawskiej Pradze, zajmowała się produkcją mydła, świec i kosmetyków. 
W 2010 spółdzielnia zatrudniała 475 osób, w tym ok. 400 osób niepełnosprawnych. 
W kwietniu 2016 roku Spółdzielnia Inwalidów ŚWIT kupiła zakład produkcyjny Colgate-Palmolive w Halinowie wraz z pełną infrastrukturą oraz liniami produkcyjnymi do płynów, szamponów, past, żeli i proszków. Wraz z nową inwestycją moce produkcyjne spółdzielni wzrosły z 20 do 110 mln sztuk rocznie.